# Antenne Idar-Oberstein
Antenne Idar-Oberstein, bis 2014 Radio Idar-Oberstein (auch: 87.6 Radio Idar-Oberstein) ist ein privater Radiosender aus dem rheinland-pfälzischen Idar-Oberstein, der regional ausgestrahlt wird und gemeinsam mit dem Schwestersender Antenne Bad Kreuznach das redaktionelle Programm gestaltet.
Der Senderstandort befindet sich seit dem 1. Januar 2015 in der Mainzer Straße 106 in Idar-Oberstein. Der Sender ist Teil der lokalen Hörfunkkette The Radio Group des Eigentümers Stephan Schwenk, die 2008 durch eine Neuausschreibung von Radiofrequenzen der Landeszentrale für Medien und Kommunikation entstanden ist. Das Hörfunkprogramm mit regionalem und lokalem Bezug wird seit dem 1. Juni 2008 auf der UKW-Frequenz Idar-Oberstein 87,6 MHz ausgestrahlt, die vorher von Rockland Radio genutzt wurde. Im Kabelnetz ist der Sender auf der Frequenz 96,05 zu hören.

## Musik
Antenne Idar-Oberstein spielt Musik aus den 1980ern, 1990ern und den aktuellen Top-40-Charts. Die Musikfarbe ist auf die Zielgruppe zwischen 14 und 59 Jahren abgestimmt.

## Moderatoren & Sendungen
| Montag bis Freitag  | Montag bis Freitag         | Montag bis Freitag                |
| Zeitraum            | Sendung                    | Moderation                        |
| ------------------- | -------------------------- | --------------------------------- |
| 06:00–10:00 Uhr     | Perfekt Geweckt            | Dan-Joshua Willers                |
| 10:00–14:00 Uhr     | Bei der Arbeit             | Lara Dreesbach                    |
| 14:00–18:00 Uhr     | Von ZWEI bis FREI          | Vanessa Siemers                   |
| 18:00–20:00 Uhr     | Am Abend                   | Dan-Joshua Willers                |
| 20–22 Uhr (Montag)  | TOP 20 Radioshow           | Enrico Ostendorf                  |
| 20–00 Uhr (Freitag) | PartyBash – Nonstopgemixt! | Enrico Ostendorf                  |
| Samstag             |                            |                                   |
| 00–04 Uhr           | PartyBash – Nonstopgemixt! | Enrico Ostendorf                  |
| 08:00–14:00 Uhr     | Endlich Wochenende         | Dan-Joshua Willers & Lara Schmitt |
| 18:00–20:00 Uhr     | Top 20                     | Enrico Ostendorf                  |
| 20–00 Uhr           | PartyBash – Nonstopgemixt! | Enrico Ostendorf                  |
| Sonntag             |                            |                                   |
| 00–04 Uhr           | PartyBash – Nonstopgemixt! | Enrico Ostendorf                  |
| 11:00–12:00 Uhr     | Der helle Kahnsinn         | Axel Kahn                         |
| 15:00–17:00 Uhr     | Antenne Reisefieber        | Diverse                           |
| 22:00–00:00 Uhr     | Lounge Radio               | Diverse                           |

Die Sendungen von Antenne Idar-Oberstein entsprechen weitestgehend dem Sendeplan von Antenne Bad Kreuznach; mit Ausnahme von Regionalfenstern zu Edelstein-Sondersendungen und lokalen Vereinssendungen.

## Empfang
Über den UKW-Sender Sender Idar-Oberstein-Hillschied kann das Programm im Landkreis Birkenfeld und der Verbandsgemeinde Kirner Land auf 87,6 MHz mit 0,2 kW Sendeleistung empfangen werden.

## Kritik
Im Zuge der seit April 2014 bekannt gewordenen Zahlungsschwierigkeiten bei The Radio Group wurde im Juli 2014 von der Rhein-Zeitung berichtet, dass das Unternehmen erfolgreich die Aufstellung eines Betriebsrats bei Radio Idar-Oberstein verhindert hat.